# Башкирський націоналізм
Башкирський націоналізм (башк. Башҡорт милләтселеге; Başqort millәtselege) — політична ідеологія, заснована на ідеях єдності та згуртованості представників башкирської нації, яка ставить перед собою завдання збереження та розвитку башкирської ідентичності в умовах глобальних викликів та змін.
Охоплює різні політичні ідеології від ліберальних до ісламістських та пантюркістських поглядів та є відкритою до розширення.

Блакитно-зелено-білий прапор — основний символ башкирських націоналістів, офіційний прапор Башкурдистану (Башкортостану).

## Символіка

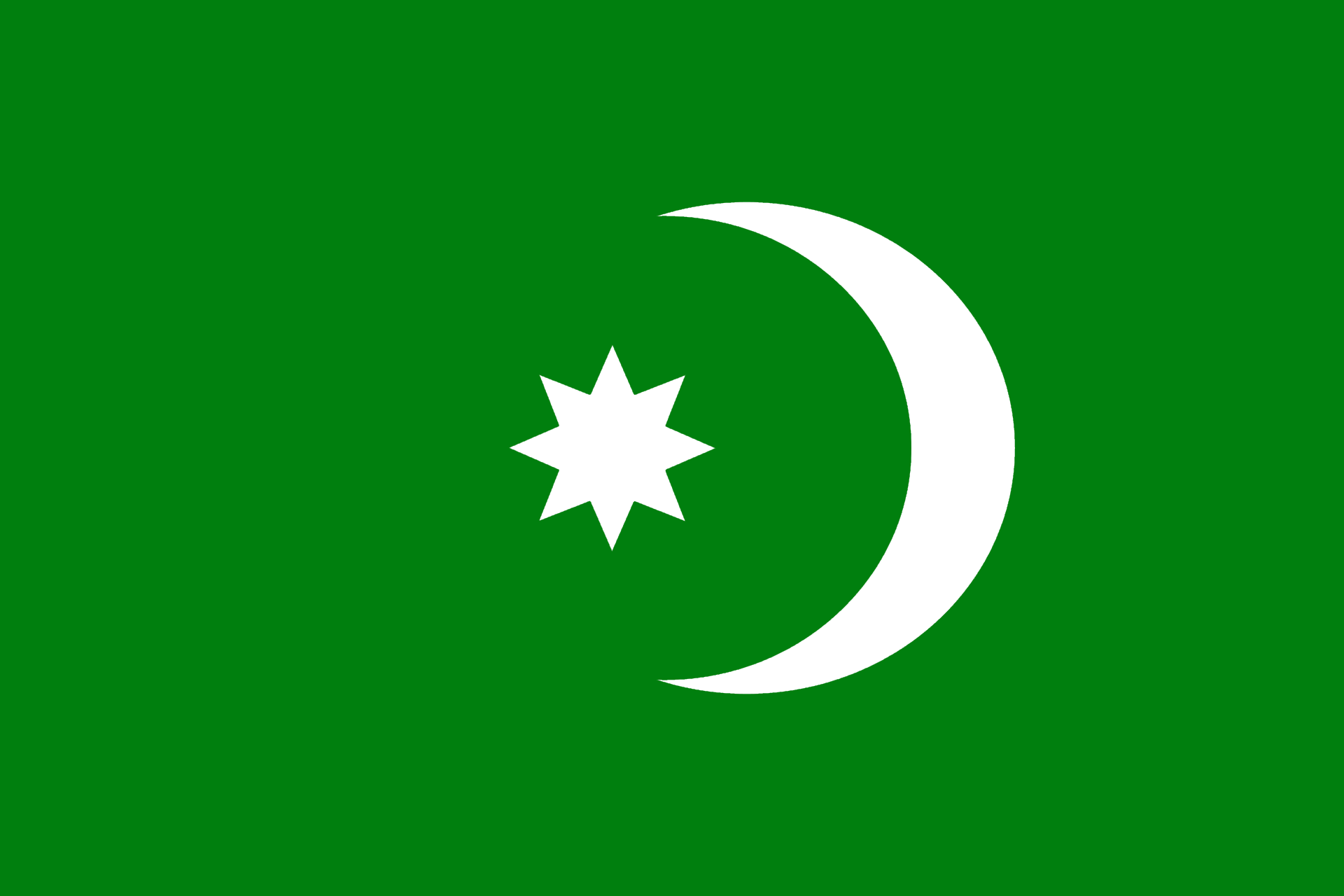
Прапор Салавата Юлаєва — один із символів башкирських націоналістів.

Блакитно-зелено-білий прапор із додаванням півмісяця та п'ятикутної зірки — один із символів башкирських націоналістів.

Головним символом башкирських націоналістів є перший прапор Башкортостану або офіційний прапор Башкурдистану, першої республіки. Прапор був популяризований на початку дев'яностих, згодом його застосовували численні організації. У двадцяті з'явився такий самий прапор, але з додаванням білого півмісяця та п'ятикутною зіркою. Перший прапор активно застосовується всіма націоналістами незалежно від конкретних політичних поглядів. Крім цього використовується прапор Республіки Башкортостан, прапор Республіки Башкортостан без курая, прапор Салавата Юлаєва, а також прапори організацій.

## Мета
Виходячи зі статутів, заяв та політичної діяльності сучасних башкирських націоналістичних організацій («Союзу башкирської молоді»; «Кук Буре», «Башкорт»), можна приблизно визначити їх спільні цілі та ідеологічну мотивацію:
- захист економічних, політичних, соціальних, юридичних прав та інтересів башкирського народу,
- об'єднання башкирських патріотичних сил у питанні захисту цих інтересів,
- збереження та розвиток рідної культури,
- підтримка історії та традицій своєї нації.[1]

Більш пізні організації («БашНацПоліт», «Комітет Башкирського опору» також прямо заявляють про мету виходу Башкортостану зі складу Росії .

## Претензії башкирських націоналістів
Діяльність башкирських націоналістів здійснюється у розумінні ними нагальних проблем башкирської нації та вирішенням їх, просуванням національних інтересів башкир та захистом своєї культури та історії . Тому інтереси націоналістів часто прямо чи опосередковано протистоять інтересам про-московської влади.
Башкирські націоналісти вкрай негативно сприйняли введення Федерального закону від 03.08.2018 р. № 317-ФЗ, де вивчення державної башкирської мови стало необов'язковим, що привело до численних протестів . Також негативно були сприйняті спроби влади розпочати розробку шихана Куштау, внаслідок у 2020 чого пройшли протести на Куштау .
В іншому невдоволення башкирських націоналістів викликано:
- відсутністю в Республіці Башкортостан бажаної пробашкирської політики;
- тотальною корупцією ;
- несправедливим розподілом доходів між імперським центром та Республікою Башкортостан ;
- екстенсивним природокористуванням ;
- незаконним видобутком природних ресурсів ;
- сировинною орієнтованістю економіки республіки та відсутністю сучасних, безпечних та екологічних виробництв V та VI технологічного укладу ;
- невирішенням давніх екологічних проблем, пов'язаних із забрудненням води, повітря та земель;
- відсутністю у столиці Башкортостану меморіального комплексу, присвяченого засновнику Республіки Башкортостан Ахмету Закі Валіді та зносом його бюста в Сібаї ;
- будівництвом православного храму на місці розкопок стародавнього башкирського міста-фортеці ;
- посиленням репресій щодо башкирських активістів та громадських працівників

## Історія

### Проблеми формування національної ідеї
Участі башкир у духовному житті мусульманського світу перешкоджала архаїчність їхньої культури, а саме — відсутність власної преси, друкарень. Переважна більшість книг, що існували в їхньому середовищі, були рукописними, і часто, за словами Мухаметсаліха Уметбаєва, «башкирам залишається бути оповідачами своєї книги». Для того, щоб використовувати засоби комунікації, на межі XIX і XX століть, башкирам доводилося використовувати найпоширеніші мови, а саме російську та татарську .

### Становлення та розвиток інтелігенції
Лише мала кількість башкир мала можливість навчатися в російських школах та університетах (в основному в Москві, Санкт-Петербурзі, Казані та Іжевську), але отримані ними професії (військова справа, медицина, гірнича справа, сходознавство) не дозволяли їм впливати на духовне життя свого народу.
Незважаючи на серйозні труднощі, напередодні Першої світової війни сформувалося перше покоління башкирської інтелігенції. Більшість її представників були вихідцями з мусульманського духовенства і закінчили мектеби та медресе, проте мало хто мав європеїзовану вищу освіту. Російська статистика зафіксувала наявність цієї групи лише під час перепису 1897 р. Так, на території Уфимської і Оренбурзької губерній нараховано 363 башкирських інтелігента — переважно це були вчителі, лікарі та фельдшери, проте варто до них додати і частину мударисів (викладачів мусульманських шкіл), які у 1913 — 1914 роках складалися з більш ніж 2000 татар та башкир, які були джадідистами та намагались впроваджувати європейські методики навчання. (Чисельність башкир 1897 р. була не більше 960 000–1 010 000 осіб).
Наприкінці ХІХ ст. першими башкирськими інтелігентами було закладено основи башкирської літературної мови та почалося формування канону башкирської культури сучасного типу.

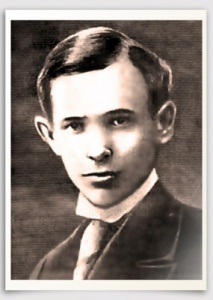
Шайхзада Бабич. Учасник башкирського національного руху, один із членів башкирського уряду

Башкирська суспільно-політична думка розвивалася на периферії процесів, які проходили на рубежі XIX — XX ст. серед російських мусульман, особливо у найактивнішої частини татар. Головною проблемою для башкирів була модернізація ісламського суспільства, тобто дискусії між джадидистами і кадимістами, а національне питання стояло у них на другому або навіть на третьому місцях. Башкирська мова (як і татарська) на той час не могла описувати соціально-політичну реальність у категоріях націоналізму і використовувала натомість поняття роду і племені чи умми . Слово «міллят» (національність) з'явилося в публікаціях башкирських авторів лише біля 1910 року.
Справжнім інтелектуальним потрясінням як для башкир, так і для всіх тюркомовних освічених російських мусульман стали лекції Ахмета Закі Валіді з історії тюрків (1909 р.), згодом опубліковані як книги «Історія тюрків і татар» (1912 р.).). В них минуле тюркомовних народів вперше тлумачилося у категоріях сучасної автору європейської, а не ісламської історіографії.
Прагнення з'ясувати походження башкир спонукало багатьох молодих авторів зайнятися історико-етнографічними дослідженнями. Хоча більшість їх робіт публікувалося в татарських періодичних виданнях і татарською мовою, вони описували башкир як самостійну етнічну групу. Серед цих творів можна назвати «Історію башкир» (1910 р.) та «Історію Пугачова» (1911 р.) Муніра Хадієва, «Чи зникнуть башкири?» (1912 р.)) Габдрашита Гумері, Мухаметші Бурангулова, Ахмета Закі Валіді . Вірші башкирською мовою та на башкирську тематику намагалася писати група поетів, серед яких був згаданий Шайхзада Бабич. Через деякий час ці роботи вплинуть на формування башкирської націоналістичної ідеології.
Башкири скористалися можливостями що з'явилися в Росії після 1905 р. для суспільної діяльності, хоча нечисленні депутати Державної Думи від них перебували у складі мусульманської фракції та підходили до вирішення політичних проблем з традиційних загальноісламських позицій . Громадські організації, що виникли в Башкирії, в основному намагалися бути осторонь політичних дебатів, зосередившись на просвітницькій та благодійній діяльності. Однак вони грали велику роль у житті башкир, оскільки складалися з представників цього народу (наприклад, таким було «Мусульманське суспільство башкир Бурзянської волості» Оренбурзької губернії) і вимагали від влади вирішення найбільш актуальних для нього питань — переважно повернення незаконно захоплених у другій половині XIX ст. . земель, зняття обмежень користування лісами, і навіть реформ у сфері народної освіти. В останньому випадку ці організації наполягали, щоб навчання відбувалося башкирською мовою, а вчителями були башкири, тобто вони виступали проти пропаганди російської мови, який сприймався консерваторами як джерело псування вдач, і проти засилля серед учителів татар. Аналогічні вимоги звучали виступах башкирських депутатів Державної Думи.

### Специфіка національної ідеї

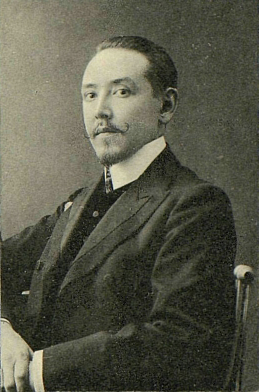
Сиртланов Аліоскар Шахайдарович. Депутат Думи

Башкирський націоналізм виник у період з 1905 по 1914 роки хоча формально він не повністю відповідав науковим уявленням про це явище. Він етнізував політику, але в даному випадку був незрілим, бо не обстоював створення башкирської державності, а саме державність, є головною метою справжніх націоналістів. Звичайно, як і всякий націоналізм, башкирський висував мовні та економічні вимоги, але як тільки розмова заходила про супутників, він бачив у них мусульман, а не національність.
Яскравим прикладом є виступ у Державній Думі башкирського депутата Аліоскара Сиртланова, який заявив, що «кожна народність має право… на особливі вроджені права. Це право на захист своєї національної та релігійної самобутності», тобто «на релігійне та національне самовизначення».
Цей пасаж можна було б віднести до прояву класичного націоналізму, якби Сиртланов мав на увазі башкир, але він мав на увазі російських мусульман загалом, а не конкретну національність. Націоналістичний світогляд тоді вже існував, проте для його остаточного оформлення потрібно було лише замінити поняття умми на «міллят» (національність).

## Башкирський національний рух
Прорив у розвитку башкирської націоналістичної ідеології стався у 1917 р., невдовзі після Лютневої революції, у результаті став формуватися башкирський національний рух. Рух ставив за мету побудови національної державності та повернення відібраних у царський час земель. Політично активні башкирські кола, тобто інтелігенція та ряд великих землевласників, були готові укласти союз з усіма політичними угрупованнями тодішньої Росії, за умови, що ті погодяться повернути землі, надані переселенцям, і припинять вирубку башкирських лісів. Але башкири не зустріли розуміння з боку Тимчасового уряду . У Москві травня 1917 р. пройшов I Всеросійський з'їзд мусульман . 10 травня 1917 року у цьому з'їзді башкирськими делегатами було створено Башкирське обласне бюро організації та управління башкирським національним рухом. У складі бюро були А. Н. Ягафаров, С. Г. Мрясов , А. А. Валідов, Ю. С. Бікбов, Ю. Ю. Бікбов, А. С. Давлетшин, У. М. Куватов , Г. М. Куватов, Х. Ігліков, С. Ідельбаєв, Г. Мутін.
Створення бюро стало поворотним у розвитку башкирського національного руху, група вихідців з Уфімської та Оренбурзької губерній вирішила відокремитися від загальної мусульманської громади як політичне представництво етнічної групи, що населяє певний регіон . І хоча це не означало остаточного розриву з уявленнями про єдність російських мусульман, башкири стали на шлях, що веде до цієї мети.

Ключовою особистістю в башкирському національному русі і в націоналістичному середовищі є Ахмет Закі Валіді . Він є батьком-засновником Башкурдистану, першої башкирської республіки, і за сумісництвом вченим в галузі історії башкирського народу та тюрків . Його політична діяльність заслужила підтримку серед башкирських націоналістів, для деяких із них він є фігурою № 1 в башкирської історії. Особливу популярність набула його цитата: 
«Беҙ ҡыҙылдар ҙа түгел, беҙ аҡтар ҙа түгел, беҙ — Башҡорттар» «Beź qıźıldar źa tügel, beź aqtar źa tügel, beź — Başqorttar» (Ми не червоні, ми не білі, ми — башкири).

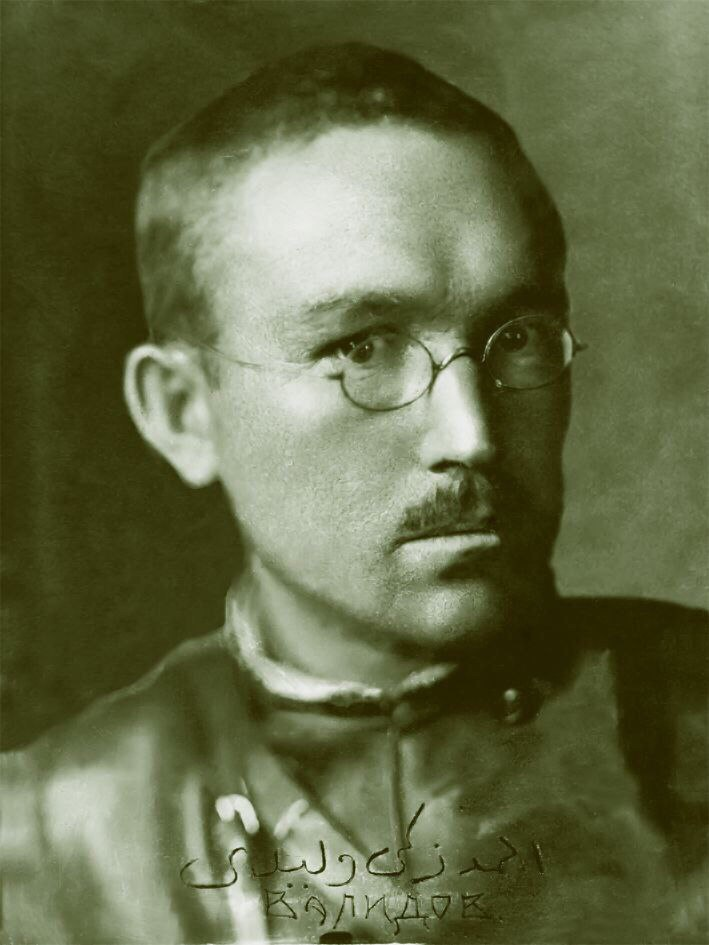
Ахмет Закі Валіді, один із засновників Башкурдистану

Крім Ахмета Закі Валіді багато націоналістів виявляють повагу та інтерес до Салавата Юлаєва, Муси Муртазіна, Шайхзада Бабича, Карахакала, Аміра Карамишева, та до інших національних башкирських діячів.
Важливим етапом становлення башкир та інших етнічних груп як окремих політичних суб'єктів стало обговорення територіальної автономії та федеративного устрою Росії, що розкололо учасників з'їзду. Противниками цих ідей були насамперед татарські політики, а прихильниками — башкирські, кавказькі, середньоазіатські та азербайджанські делегати. На цю тему також виступив Закі Валіді, який у промові під багатозначною назвою «Племінний склад російських мусульман» заявив, що «мусульманської нації взагалі не існує, і що спроби мовного та культурного об'єднання послідовників ісламу є протиприродними» . Він запропонував створити автономії на чотирьох територіях: в Урянхаї (сучасна Тува), Бакінській та Єлисаветпольській губерніях (Азербайджан), Туркестані та казахських степах . У результаті перебіг дебатів щодо устрою Росії і відсутність рішення із земельного питання спонукали деякі делегації, зокрема і башкирську, провести власні з'їзди, у яких повною мірою виявилися розбіжності між різними мусульманськими осередками.

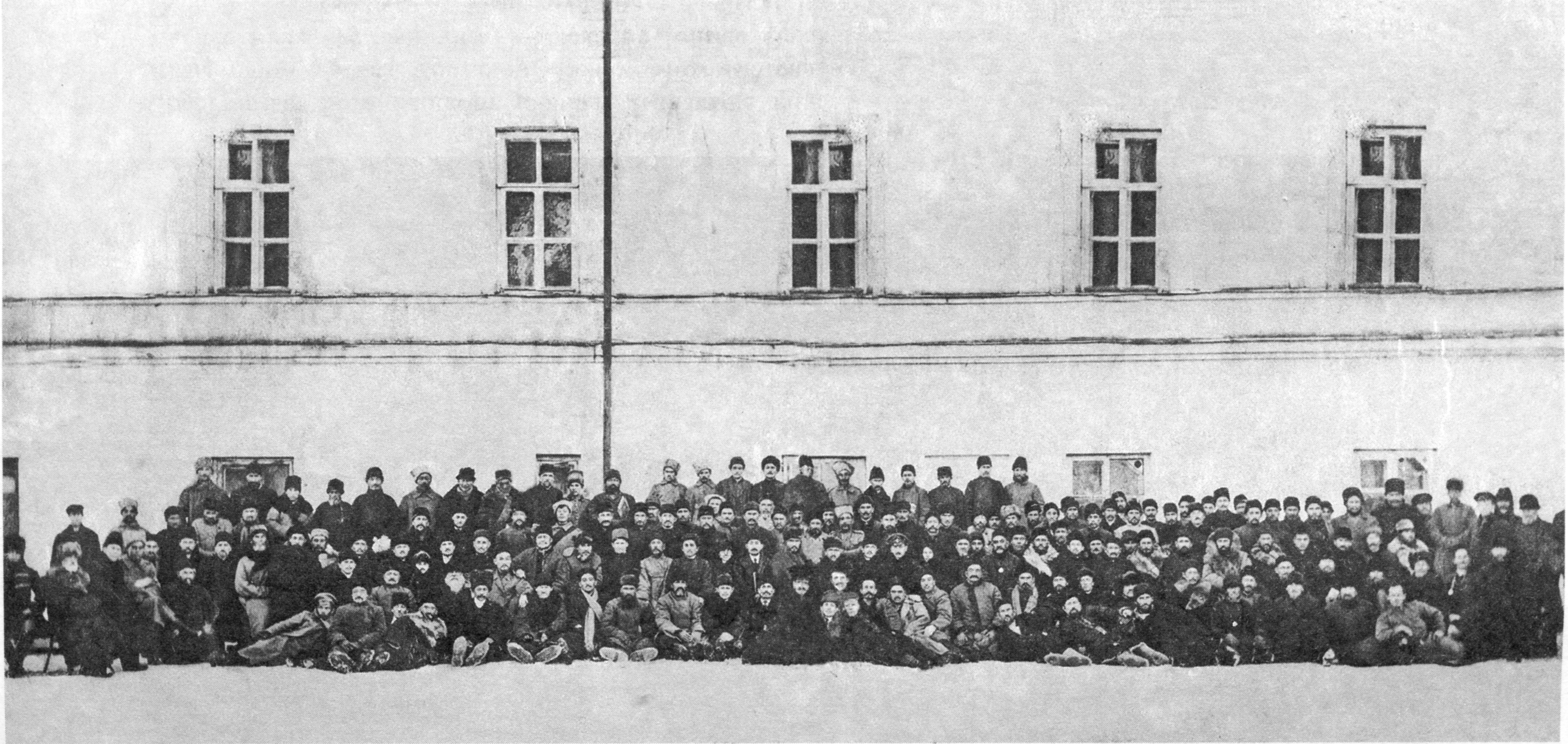
Делегати ІІІ Всебашкирського установчого з'їзду

Бюро провело організацію I Всебашкирського курултаю (з'їзду), що відбувся з 20 по 27 липня 1917 року в Оренбурзі (З 17 травня 1917 бюро розташовувалося в Оренбурзі). З'їзд проаналізував зміни політичної обстановки в Росії в результаті революції лютого 1917 р. руху та його ідеологію. На з'їзді створюється Башкирське центральне шуро та обирається його перший склад. На з'їзді відбулися докорінні зміни у політичних уявленнях башкир: «умму» остаточно витіснив «мільят». В одній з перших резолюцій, прийнятих делегатами цього форуму, говорилося: " Башкири зовсім відрізняються від інших мусульманських народностей, що живуть на їхніх землях, як укладом життя, так і мовою, побутом і звичаєм ". Сформульована таким чином етнічна самобутність стала відправною точкою для висування таких політичних вимог:
- Росія має стати «демократичною республікою, заснованою на національно-федеративно-територіальних засадах»;
- території, заселені башкирами, мають бути виділені окремо;
- повинна існувати можливість обміну землею між немусульманами і башкирами, що проживають на території, а також представниками інших тюркських народів поза межами цієї території;
- самоврядування слід організувати за національною ознакою;
- всі землі, що у володінні башкир, становлять надбання всього башкирського народу;
- всі землі, несправедливо відібрані у башкир, мають бути їм повернуті;
- слід створити башкирське національне військо;
- слід створити реформовану систему башкирської освіти.[5]

Також на курултаї приймаються кілька резолюцій, у тому числі створення Національно-територіальної автономії Башкурдистану у складі Російської республіки
З 25 по 29 серпня 1917 року в Уфі проходив ІІ Всебашкирський курултай (з'їзд) . На з'їзді ухвалено рішення про постійне розміщення Башкирського центрального шуро у будівлі Караван-сараю м. Оренбурга та про організацію його секретаріатів в Уфі та Челябінську . Затверджено низку резолюцій, у тому числі про національну єдність, про збереження курсу башкирського національного руху на створення національно-територіальної автономії та підтримку Тимчасового уряду . На з'їзді були також затверджені списки депутатів Всеросійських Установчих зборів від башкир Уфимської, Оренбурзької, Пермської та Самарської губерній.
25 жовтня 1917 року Шуро (Рада), обрано виконавчим органом Всебашкирського з'їзду, поставив крапку у питанні створення башкирського автономного управління мусульман без присутності у ньому татар: "Кожна народність і національність, які мають землею і майно, – йшлося у його першому указі – повинні дбати про себе самі, своє життя, кров, душу, майно, власність, землю охороняти самі. Також для Башкирії єдиним заходом до порятунку є захоплення влади башкирським народом у свої руки, турбота народу про себе самого, охорона свого життя, крові, душі своїми власними силами ". Предметом заклопотаності башкирських націоналістів були не лише ідентичність («душа») і життя («кров») нації, а ще й її «власність».
Група радикальних інтелігентів, які взялися за будівництво башкирської автономії, була відносно невеликою, і в них були опоненти в особі консерваторів на чолі з Мухаммед-Габдулхаєм Курбангалієвим, які відкидали національне самовизначення і виступали за створення башкирського автономного управління мусульман без присутності в ньому татар. Однак про те, що націоналізм, який просувався новою інтелігенцією, поступово отримував визнання, свідчило також і те, як кадимісти формулювали свої власні політичні постулати, в яких йшлося не про «умме», а фактично про духовну автономію башкир. Невирішена проблема мови та землі призвела до радикалізації (яку слід розуміти, перш за все, як прийняття націоналістичних гасел) більшої частини суспільства.
Башкирське центральне шуро Фарманом № 2 від 15 листопада (28 листопада) 1917 проголошує автономію Башкурдистану у складі Росії .
З 8 по 20 грудня 1917 року в Оренбурзі проходив ІІІ Всебашкирський курултай (з'їзд) . III Всебашкирський курултай (з'їзд) затвердив, проголошену Башкирським національним шуро, територіально-національну автономію Башкурдистану . Було засновано Кесе-Курултай (предпарламент), і його склад .
20 грудня 1917 Кесе-Курултаєм заснований вищий виконавчий орган влади республіки — Уряд Башкурдистану .

## Сучасність

### Кінець 1980-х— 1990-і роки
У 1988 році було засновано «Центр національної культури „Актирма“ Республіки Башкортостан» («Аҡ тирмә» — «Біла юрта»), а в 1989 році "Башкирський народний центр «Урал», метою яких було збереження та розвиток культури та мови башкир, захист своїх прав як корінного народу Уралу та залучення башкир до активної участі в суспільно-політичному житті республіки .
Після розпаду СРСР у Башкортостані були створені численні громадські та політичні організації, партії та рухи, у тому числі й націоналістичні. У 1994 році було створено «Башкирський центр сприяння народній освіті „Актамир“ РБ», який займався відродженням та захистом державної башкирської мови та національної башкирської освіти.
На розвиток етно-політичних процесів башкирського народу та Республіки Башкортостан багато в чому вплинули молодіжні націоналістичні організації 90-х та початку 2000-х .
Процеси, породжені «перебудовою», викликали певні надії у молодіжному середовищі. У результаті підвищилися рівень інтересу до політики та суспільно-політична активність молоді республіки . Однак загальне падіння виробництва в процесі проведення радикальних економічних реформ у Росії на початку 90-х років., що відбувались на фоні лібералізації цін та різкого зниження доходів населення, негативно сказались на розвитку соціальної культури молоді та таких важливих структурних компонентів її політичної свідомості як життєві ідеали, цінності та установки, політичні орієнтації.
Криза у ВЛКСМ спричинила розпад комсомольських організацій. Гостро постала проблема самоорганізації молоді. Проте вже в період кінця перебудовних реформ почали створюватись нові молодіжні організації.
Молодь запропонувала свою альтернативу комсомолу та партії у вигляді різних неформальних об'єднань, які активно формуються у цей період у БАРСР . Склад цих утворень був різноманітним, але помітну роль них грали учні та студентська молодь, представники інтелігенції. Більшість членів цих об'єднань не були комсомольцями та комуністами, а виникали вони найчастіше на ґрунті невдоволення формалізмом та заорганізованістю офіційних структур.
Зростання національного самовизначення, що почалося на хвилі перебудови з демократизацією країни, призвело до створення молодіжних національних організацій. Національні рухи до кінця 80-х років охоплюють дедалі ширші верстви населення. Принаймні наростання національної свідомості населення республіки йшло інтенсивне становлення етнополітичних організацій, розширювалася їх соціальна база. Діяльність національних об'єднань, з одного боку, сприяла різкому зростанню національної самосвідомості, консолідації націй, їх політизації, з іншого — посилення напруженості у міжнаціональних відносинах, відокремленню людей за національною ознакою.
Після оформлення Башкирського національного центру «Урал» виникають Башкирський народний конгрес, Башкирська народна партія. 16 травня 1990 р. проходить установчий Союз башкирської молоді (СБМ).
Вперше про себе СБМ заявив 16 травня 1990 року на своїх установчих зборах. 15 вересня 1990 року у молодіжній газеті «Ленінець» було опубліковано заяву групи молодих башкирських націоналістів. Активісти Союзу башкирської молоді зазначали, що «в усьому світі слово „націоналіст“ не має негативного забарвлення і означає просто патріот своєї нації». 3 листопада було проведено перший з'їзд організації, головою було обрано Ріната Баїмова.
У першій половині 90-х років СБМ набув популярності завдяки таким акціям, як зрив нового прапора РРФСР з будівлі Громадсько-політичного центру (виражався протест щодо повернення «імперської» символіки), де проходила сесія Верховної Ради Башкирської АРСР; захоплення уфімського телерадіоцентру на знак протесту проти перенесення виборів Президента БАРСР; мітинги на знак протесту проти війни у Чечні. Сильний резонанс отримав мітинг присвячений введенню російського паспорта нового зразка, який було організовано СБМ 3 листопада 1997 року.
Пік політичної активності СБМ відноситься до кінця 90-х . 1998 року Союз башкирської молоді підтримав висування М. Г. Рахімова на другий термін Президента Республіки Башкортостан і взяв він основну частину агітаційної роботи. Було розроблено програму «Стратегії та тактики передвиборчої кампанії М. Г. Рахімова під час виборів Президента Республіки Башкортостан». Союз башкирської молоді мобілізував у свої лави велику кількість башкирської студентської молоді для участі у політичних акціях. Існування «башкирських» груп та факультетів вузів дуже полегшувало активність СБМ у справі рекрутування у свої лави нових членів серед студентства. Загальна кількість добровольців досягла сотні людей.
Було відмічено, що політичні акції поступово зникли з арсеналу Союзу башкирської молоді та патріотичні переконання башкирської молоді виявлялися вже не в політичній формі, а через відвідування культурних заходів, спортивних секцій, захоплення національними музичними інструментами, літературою, музикою.
До кінця 1990-х років. в СБМ почалася ідеологічна криза, внаслідок чого організація перестала справлятися із завданнями консолідації та соціалізації башкирської молоді, що в першу чергу було пов'язано зі зміною лідерів, у такій самій ситуації перебував і «Союз Татарської молоді» в сусідній республіці . Зі зміною лідерів змінився і «вектор опозиційності», організація стала виступати цілком на підтримку республіканської влади .
Призначення восени 1999 В.В. Путіна головою Уряду та обрання на посаду Президента Росії стали поворотним пунктом у взаєминах регіонів з федеральним центром. З цього моменту одним із основних напрямків діяльності башкирського національного молодіжного руху стають протестні акції, спрямовані проти політики урізання повноважень республіки федеральним центром. Союз башкирської молоді наголошував, що бачить Республіку Башкортостан у складі Російської Федерації, але виступав проти унітарного принципу побудови держави.

### 2000-і роки
У 2005 році Союз башкирської молоді увійшов до складу Євразійського союзу молоді .
У 2007 та 2008 роках на суспільно-політичній арені Республіки Башкортостан з'являється Башкирський громадський рух «Кук буре», організований рядом молодих представників башкирської гуманітарної інтелігенції, які називали себе «ліберальними башкирськими націоналістами». Чисельність організації не перевищувала 30 осіб. За характером своєї діяльності «Кук буре» використав методи роботи башкирських національних організацій початку 90-х років. XX ст. Широке висвітлення в регіональних та федеральних ЗМІ отримали мітинги та пікети, організовані «Кук Буре» проти прийняття Федерального закону «Про внесення змін до окремих законодавчих актів Російської Федерації, щодо зміни поняття та структури державного освітнього стандарту», що скасовує національно-регіональний компонент у державному стандарті освіти.

### 2010-і роки— наш час
6 червня 2014 року засновано нову організацію «Башкорт» біля підніжжя башкирської гори Торатау як громадське об'єднання, яке має на меті захист інтересів башкирського народу .
Поданням інтересів організації займалися філії. Наприкінці 2014 року було відкрито першу філію в Ішимбайському районі — південну філію; у 2015 році була відкрита зауральська філія в Сібаї ; в 2016 році було відкрито філію в Хайбуллінському районі .
Члени організації неодноразово брали участь у багатьох політичних та екологічних акціях, у тому числі на захист прав башкир на вивчення рідної башкирської мови у 2017 році, а також на захист шихана Куштау у 2020 році .
У 2020 році організація «Башкорт» була визнана на території РФ екстремістською .
У 2022 році було засновано Башкирський національний політичний центр (БНПЦ, БашНацПоліт), лідером якого є Руслан Габбасов .
Станом на 2023 рік рота «Башкорт» допомагає захищати Українську територію в Російсько-Українській війні. Чисельність та задачі роти не розголошуються, офіційно організація «Башкорт» не має відношення до цієї роти.

## Діяльність «Союзу башкирської молоді» (СБМ)
Була заснована 3 листопада 1990 року . Першочерговими цілями організації, задекларованих у її статуті, були: «захист економічних, політичних, юридичних, соціальних та інших прав та національних інтересів башкирської нації, особливо її молоді». Була однією з найстаріших національних організацій і прославилася проведенням великих акцій, таких як захоплення уфімського телецентру і відправкою добровольців до Ічкерії .
В 1998 організація підтримала висування Муртази Рахімова на черговий президентський термін .

## Діяльність«Кук Буре»
У 2007 році було засновано башкирський правозахисний рух «Кук Буре» («Небесний вовк») (башк. Күк-бүре; Kük-Büre), що спочатку був історичним клубом. З часом рух став правозахисним, що мало серйозний вплив на політичне життя в Республіці Башкортостан. Ідеологічним напрямом був націонал-лібералізм, хоча був вплив пантюркизма . Іноді рух співвідносять із турецькими сірими вовками.
У діяльність руху входило: проведення мітингів, пікетів, зустрічей. Неодноразово порушувалися важливі для республіки та башкирського народу питання.
Рух було ліквідовано, після чого на зміну йому прийшла башкирська громадська організація «Башкорт».

## Діяльність БГО «Башкорт»
Однією з національних організацій у Башкортостані була башкирська громадська організація «Башкорт», заснована 6 червня 2014 року та визнана РФ в 2020 році екстремістською. Члени організації неодноразово брали участь у багатьох політичних та екологічних акціях, у тому числі на захист прав башкир на вивчення рідної башкирської мови у 2017 році, а також на захист шихана Куштау у 2020 році .
Девізом організації було гасло «ҮҮҙ еремдә — уҙем хужа!» «Üź eremdä — üźem xuja! » (На своїй землі сам господар!).

### Конфлікт у Темясово
У башкирському селі Темясово 30 вересня 2018 року стався конфлікт між чеченськими мігрантами та башкирами, під час якого перші вчинили напад на місцеву дівчину. Згодом сталася бійка між членами цієї організації та місцевими жителями з одного боку, а також чеченськими мігрантами з іншого. Учасників бійки доставили до місцевого РУВС, проте згодом одних швидко випустили . Вже у жовтні 2018 року голова Башкортостану Рустем Хамітов подав у відставку.

### Конфлікт у Сібаї
У башкирському місті Сібай 12 листопада 2018 року стався черговий конфлікт між курдськими мігрантами та башкирами через те, що перші вчинили напад на місцевого жителя. Увечері на головній площі міста було влаштовано мітинг з метою покарання кривдників. Активну участь у мітингу брали і представники цієї громадської організації .

## ДіяльністьКомітету Башкирського опору
Озброєна націоналістична організація, що діє тимчасово окупованому Кремлем  Башкортостані. Основна мета руху — здобуття Башкортостаном незалежності. Рух заснований 21 вересня 2022 року займається підпалами російських урядових будівель і відділків поліції .

## Політичні переслідування
Щодо Айрата Дільмухаметова у березні 2019 року було заведено кримінальну справу РФ, за що у квітні 2020 року міжнародна правозахисна організація Меморіал визнала його політичним ув'язненим, а 24 серпня 2020 року суд засудив його до 9 позбавлення волі в колонії суворого режиму.
По відношенню до Рамілі Саїтової було заведено кримінальну справу за її відеоролик за участю вірменських мігрантів і в листопаді 2021 року її було засуджено.
Щодо Руслана Габбасова у вересні 2021 року було заведено кримінальну справу, проте він зумів отримати політичний притулок у Литві .